# والتر هينتون
والتر هينتون (بالإنجليزية: Walter Hinton)‏ هو طيار أمريكي، ولد في 10 نوفمبر 1888 في فان ويرت في الولايات المتحدة، وتوفي في 28 أكتوبر 1981 في بومبانو سيتي في الولايات المتحدة.